# Sanctuary (gruppo musicale)
I Sanctuary sono un gruppo statunitense, formatosi a Seattle nel 1985.

## Storia del gruppo
Scoperta da Dave Mustaine dei Megadeth, la band arriva al suo debutto, Refuge Denied, nel 1988, uscito per l'etichetta CBS/Epic Records e prodotto dallo stesso Dave Mustaine. Il seguito di quell'opera, Into the Mirror Black, considerato uno dei dischi più belli e sottovalutati del genere, sarà anche l'ultimo album della band con il nome Sanctuary. L'entrata in formazione del talentuoso chitarrista Jeff Loomis e le pressioni dell'etichetta discografica, che volevano produrre con il gruppo materiale grunge, infatti, porteranno il gruppo a cambiare nome in Nevermore e a dare vita a una propria discografia.
Nel 2010 Warrel Dane ha annunciato la riunione dei Sanctuary. Per l'occasione la Iron Bird, etichetta sussidiaria della Cherry Red, ha pubblicato una raccolta contenente le ristampe dei primi due album del gruppo. Il primo album dopo la reunion esce nell'ottobre 2014.
Nel febbraio 2017 la Century Media pubblica Inception, una sorta di prequel del primo album Refuge Denied, in quanto contiene i demo del 1986 di 7 tracce (remixate e rimasterizzate) che finiranno in quel disco.

## Formazione

### Formazione attuale

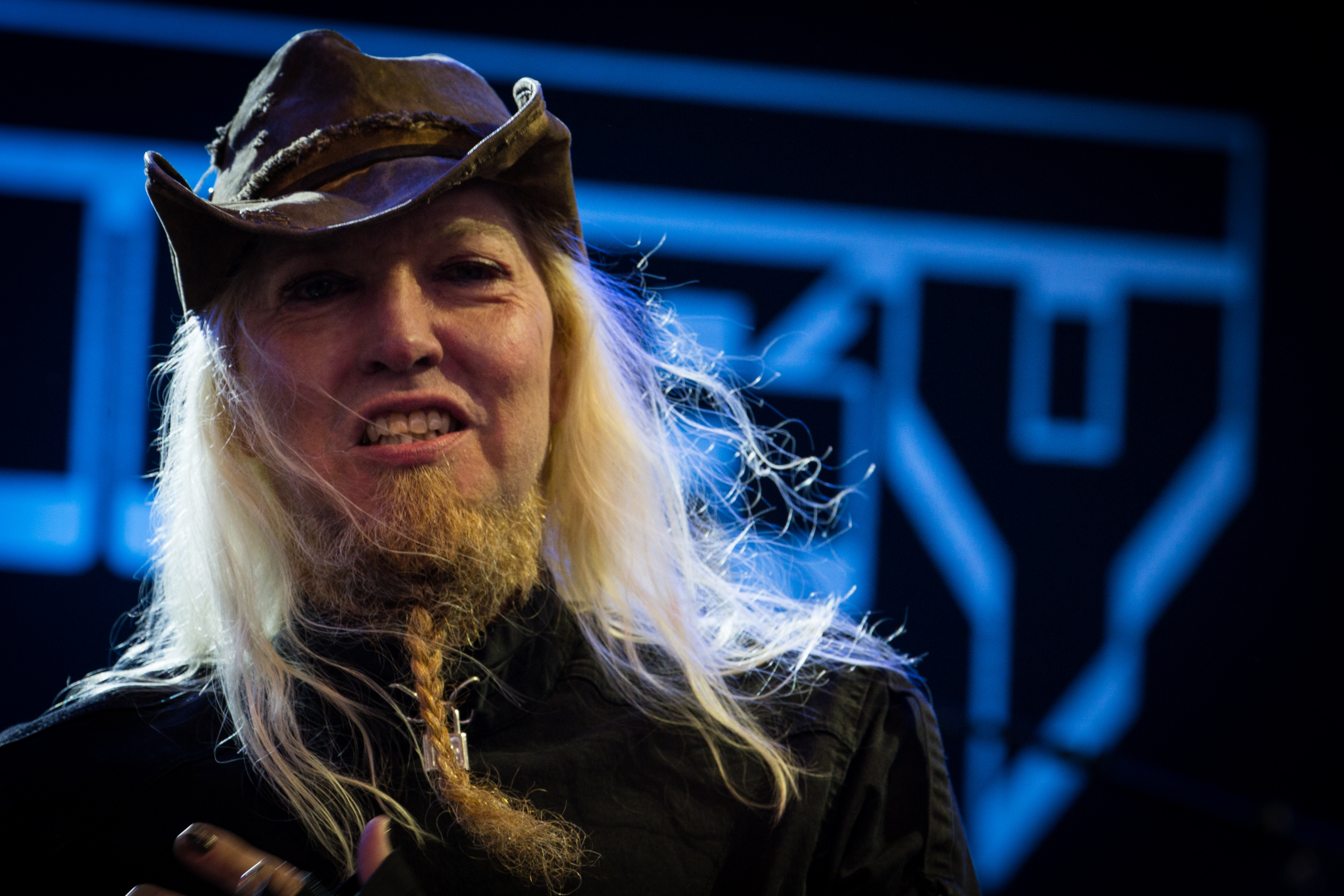
Warrel Dane con i Sanctuary al Rock Hard Festival 2015

- Joseph Michael – voce (2017-attuale)
- Lenny Rutledge – chitarra (1985–1991, 2010–attuale)
- George Hernandez – basso (2017-attuale)
- Dave Budbill – batteria (1985–1991, 2010–attuale)

### Ex componenti
- Warrel Dane – voce (1985–1991, 2010–2017)
- Jim Sheppard – basso (1985–1991, 2010–2017)
- Shannon Sharp – chitarra (2011–2017)
- Sean Blosl – chitarra (1985–1991)
- Jeff Loomis – chitarra (2010, dal vivo)

## Discografia

### Album in studio
- 1987 – Refuge Denied
- 1990 – Into the Mirror Black
- 2014 – The Year the Sun Died

### Compilation
- 2017 – Inception